# Courtoin
Courtoin är en kommun i departementet Yonne i regionen Bourgogne-Franche-Comté i norra Frankrike. Kommunen ligger i kantonen Chéroy som tillhör arrondissementet Sens. År 2022 hade Courtoin 35 invånare.

## Befolkningsutveckling
Antalet invånare i kommunen Courtoin
| Referens: INSEE |